# 2022 dans la traduction
Cet article présente les faits marquants de l'année 2022 dans la traduction.

## Décès

### Janvier
- 14 janvier : Thiago de Mello, Poète et traducteur brésilien.
- 21 janvier : Anatoli Naïman, Poète, traducteur, essayiste et écrivain soviétique puis russe.

### Février
- 10 février : Maria Antònia Oliver, Romancière, nouvelliste, dramaturge et traductrice espagnole.
- 24 février : Luan Starova, Écrivain, traducteur et diplomate macédonien d'origine albanaise.

### Mars
- 30 mars : Margarito Pánfilo Estrada Espinoza, Auteur-compositeur-interprète mexicain.
- 31 mars : Richard Howard, Poète, traducteur et journaliste américain.

### Juin
- 12 juin : Roger Dadoun, Philosophe, psychanalyste, traducteur et critique d'art français.

### Juillet
- 13 juillet : Gaston Bouatchidzé, Écrivain et traducteur franco-géorgien.
- 16 juillet : Vira Vovk, Enseignante, écrivaine, poétesse et traductrice ukraino-brésilienne.
- 17 juillet : Erden Kıral, Réalisateur et scénariste turc.

### Septembre
- 11 septembre : Javier Marías, Écrivain, traducteur, éditeur et journaliste espagnol.

### Octobre
- 21 octobre : Lori Saint-Martin, Romancière, professeure d'université et traductrice canadienne.
- 22 octobre : Leszek Engelking, Poète, traducteur, écrivain, essayiste, historien de la littérature et critique littéraire polonais.

### Novembre
- 10 novembre : Hédi Balegh, Universitaire, écrivain, journaliste, animateur de télévision et de radio et traducteur tunisien.
- 24 novembre : Hans Magnus Enzensberger, Poète, écrivain et traducteur allemand.